# Alessandro De Roma
Alessandro De Roma, né en 1970 à Carbonia, est un écrivain italien.

## Œuvres

### Romans
- Vita e morte di Ludovico Lauter, 2007, Prix Dessi (it)  - traduit en français sous le titre Vie et mort de Ludovico Lauter par Pascal Leclercq, Paris, Éditions Gallimard, coll. « Du monde entier », 2011, 369 p.  (ISBN 978-2-07-012163-2)
- La fine dei giorni, 2008  - traduit en français sous le titre La Fin des jours par Pascal Leclercq, Paris, Éditions Gallimard, coll. « Du monde entier », 2012, 306 p.  (ISBN 978-2-07-012601-9)
- Il primo passo nel bosco, 2010
- Quando tutto tace, 2011
- La mia maledizione, 2014[1]  - traduit en français sous le titre Tout l’amour est dans les arbres par Vincent Raynaud, Paris, Éditions Gallimard, coll. « Du monde entier », 2016, 208 p.  (ISBN 978-2-07-014893-6)

### Anthologie
- Sei per la Sardegna, 2014